# Victor Hensen
Christian Andreas Victor Hensen (Eslésvico, 10 de fevereiro de 1835 – Quiel, 5 de abril de 1924) foi um fisiologista e biólogo marinho alemão. Ele cunhou o termo plâncton e lançou as bases para a oceanografia biológica.

## Vida
Hensen nasceu na cidade de Eslésvico. Ele estudou medicina nas universidades de Würzburg, Berlin (estudando com Müller) e Quiel. Em 1859, ele recebeu seu doutorado em Quiel com uma tese sobre epilepsia e secreções urinárias.
Em 1867, ele se tornou membro da Câmara dos Representantes da Prússia para promover os estudos do oceano. Por sua iniciativa, a Comissão Real Prussiana para a Exploração dos Oceanos foi fundada.
De 1871 a 1891, Hensen foi professor de fisiologia da Universidade de Quiel. Durante seu tempo, ele foi chefe de cinco expedições biológicas marinhas ao Báltico e ao Mar do Norte, além do Oceano Atlântico.
Hensen também trabalhou em embriologia e anatomia. Ele descobriu uma estrutura no ouvido, o duto de Hensen, também conhecido como Canal de Hensen. Ele também descobriu células de Hensen, tarja de Hensen), e duas estruturas essenciais para o desenvolvimento de pássaros, o nó de Hensen e linha de Hensen.
O Forschungsschiff Victor Hensen (navio de pesquisas Victor Hensen) é denominado em sua memória.

## Trabalhos (seleção)
- Zur Morphologie der Schnecke des Menschen und der Säugetiere. In: Zeitschrift für wissenschaftliche Zoologie. Band 13, 1863, S. 481–512 (PDF; 4,36 MB).
- Ueber die Befischung der deutschen Küsten, Wiegandt, Hempel und Parey, Berlin 1874
- Die Plankton-Expedition und Haeckels Darwinismus. Ueber einige Aufgaben und Ziele der beschreibenden Naturwissenschaften, Lipsius und Tischer, Quiel 1891
- Ergebnisse der Plankton-Expedition der Humboldt-Stiftung, 5 Bde. (52 Lieferungen), Lipsius und Tischer, Kiel und Leipzig 1992–1912 (Hrsg.)

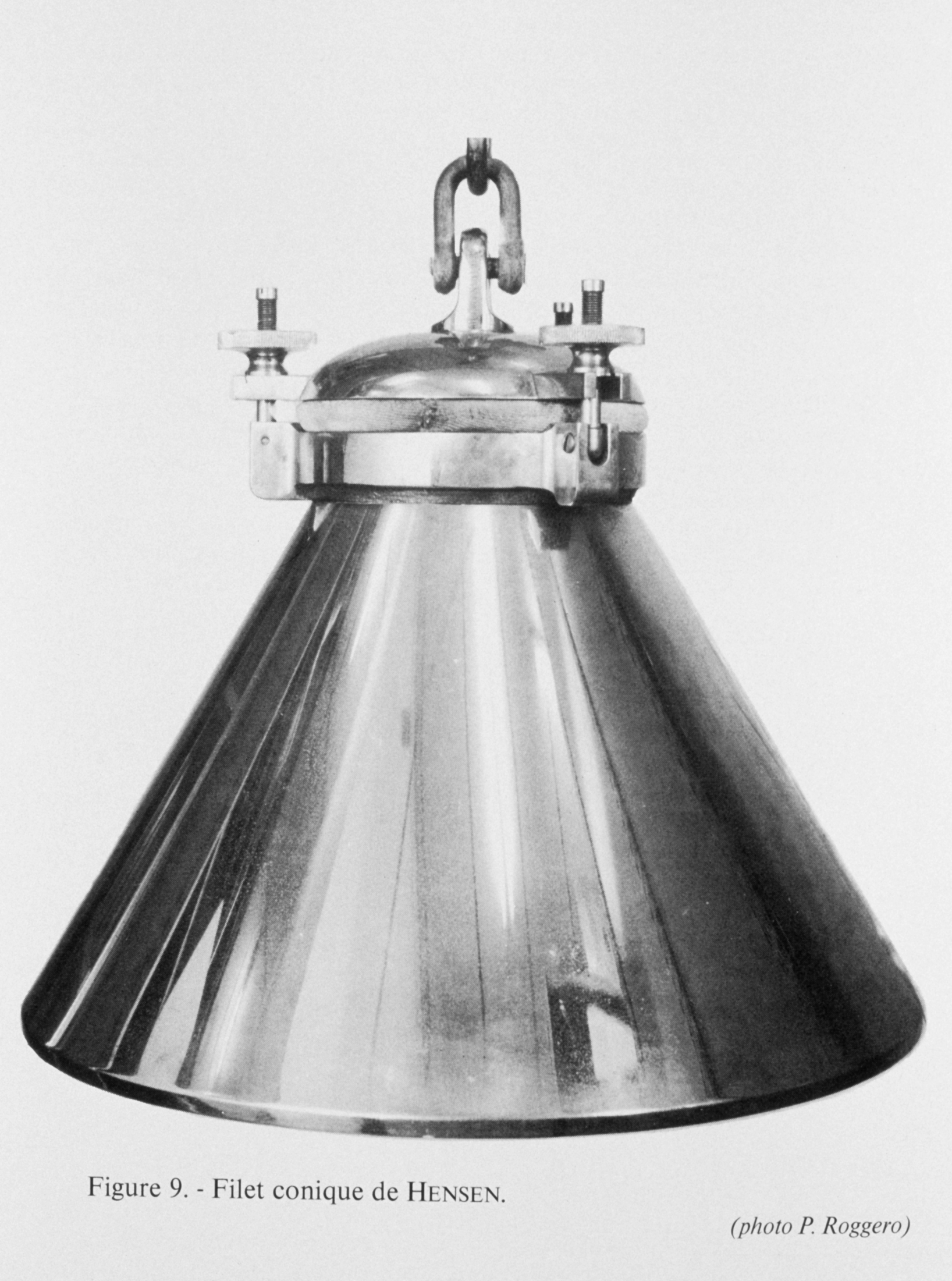
A Korbnetz, uma das várias invenções de Hensen para coletar plâncton.